# Kryterium Asów Polskich Lig Żużlowych im. Mieczysława Połukarda 2000
Kryterium Asów Polskich Lig Żużlowych im. Mieczysława Połukarda 2000 – 19. edycja turnieju żużlowego poświęconego pamięci polskiego żużlowca, Mieczysława Połukarda odbył się 28 marca 2000. Zwyciężył Tomasz Gollob.

## Wyniki
- 28 marca 2000 (wtorek), Stadion Polonii Bydgoszcz
- NCD: Wiesław Jaguś - 63,24 w wyścigu 2
- Sędzia: Jerzy Kaczmarek

| Msc. | Zawodnik                 | Klub            | Pkt  |             |  |
| ---- | ------------------------ | --------------- | ---- | ----------- |  |
| 1    | (1) Tomasz Gollob        | Bydgoszcz       | 15   | (3,3,3,3,3) |  |
| 2    | (15) Robert Sawina       | Wrocław         | 14   | (3,3,3,3,2) |  |
| 3    | (14) Piotr Protasiewicz  | Bydgoszcz       | 10+3 | (2,1,3,2,2) |  |
| 4    | (2) Rafał Dobrucki       | Piła            | 10+2 | (1,2,2,3,2) |  |
| 5    | (16) Brian Karger        | Dania           | 9    | (1,3,w,2,3) |  |
| 6    | (12) Mikael Karlsson     | Szwecja         | 9    | (3,2,1,1,2) |  |
| 7    | (5) Sebastian Ułamek     | Gdańsk          | 8    | (2,0,0,3,3) |  |
| 8    | (6) Joe Screen           | Wielka Brytania | 8    | (0,3,2,0,3) |  |
| 9    | (9) Henrik Gustafsson    | Szwecja         | 8    | (2,2,2,2,0) |  |
| 10   | (8) Wiesław Jaguś        | Toruń           | 7    | (3,0,1,2,1) |  |
| 11   | (4) Brian Andersen       | Dania           | 7    | (2,1,3,1,0) |  |
| 12   | (7) Shane Parker         | Australia       | 6    | (1,2,2,0,1) |  |
| 13   | (3) Antonín Kasper       | Czechy          | 3    | (0,1,0,1,1) |  |
| 14   | (13) Stefan Dannö        | Szwecja         | 3    | (0,1,1,1,0) |  |
| 15   | (11) Jacek Gollob        | Piła            | 2    | (d,0,1,0,1) |  |
| 16   | (10) Michał Robacki      | Bydgoszcz       | 1    | (1,0,0,0,0) |  |
|      | rez. Łukasz Stanisławski | Bydgoszcz       |      | (0)         |  |
|      | rez. Robert Umiński      | Bydgoszcz       |      | (ns)        |  |

Bieg po biegu
1. [63,60] T.Gollob, Andersen, Dobrucki, Kasper
2. [63,24] Jaguś, Ułamek, Parker, Screen
3. [63,47] Karlsson, Gustafsson, Robacki, J.Gollob
4. [63,84] Sawina, Protasiewicz, Karger, Dannö
5. [63,96] T.Gollob, Gustafsson, Dannö, Ułamek
6. [64,34] Screen, Dobrucki, Protasiewicz, Robacki
7. [65,40] Sawina, Parker, Kasper, J.Gollob
8. [65,09] Karger, Karlsson, Andersen, Jaguś
9. [66,12] T.Gollob, Screen, J.Gollob, Stanisławski Stanisławski za Kargera
10. [65,53] Sawina, Dobrucki, Karlsson, Ułamek
11. [65,43] Protasiewicz, Gustafsson, Jaguś, Kasper
12. [66,28] Andersen, Parker, Dannö, Robacki
13. [65,10] T.Gollob, Protasiewicz, Karlsson, Parker
14. [65,65] Dobrucki, Jaguś, Dannö, J.Gollob
15. [66,73] Ułamek, Karger, Kasper, Robacki
16. [65,94] Sawina, Gustafsson, Andersen, Screen
17. [65,16] T.Gollob, Sawina, Jaguś, Robacki
18. [65,86] Karger, Dobrucki, Parker, Gustafsson
19. [65,80] Screen, Karlsson, Kasper, Dannö
20. [66,48] Ułamek, J.Gollob, Protasiewicz, Andersen
21. Wyścig dodatkowy o 3. miejsce: [66,48] Protasiewicz i Dobrucki